# Viktoria Adelheid af Slesvig-Holsten-Sønderborg-Glücksborg
Prinsesse Viktoria Adelheid til Slesvig-Holsten-Sønderborg-Glücksborg (Viktoria Adelheid Helene Luise Marie Friederike; 31. december 1885  – 3. oktober 1970 ) var en tysk prinsesse af Slesvig-Holsten-Sønderborg-Glücksborg, der var den sidste hertuginde af det tyske dobbelthertugdømme Sachsen-Coburg og Gotha fra 1905 til 1918.
Hertuginde Viktoria Adelheid er mormor til Sveriges nuværende konge, Carl 16. Gustaf.

## Biografi

### Tidlige liv
Prinsesse Viktoria Adelheid blev født den 31. december 1885 på herregården Grønholt (tysk: Grünholz) i Slesvig-Holsten som det ældste barn af titulær hertug Frederik Ferdinand af Glücksborg i hans ægteskab med prinsesse Caroline Mathilde af Augustenborg. Hendes far var søn af Hertug Frederik af Glücksborg, der var nevø til Kong Christian 9. af Danmark, mens hendes mor var søster til Augusta Viktoria af Augustenborg, der var Tysklands sidste kejserinde. 
Hendes far var tiltrådt som hertug af Slesvig-Holsten-Sønderborg-Glücksborg en måned før Viktoria Adelheids fødsel ved sin egen fars død. Hun havde fem yngre søskende, heriblandt den senere Prinsesse Helena af Danmark.

### Hertuginde af Sachsen-Coburg og Gotha
Prinsesse Viktoria Adelheid giftede sig 19 år gammel den 11. oktober 1905 på Glücksborg Slot med hertug Carl Eduard af Sachsen-Coburg-Gotha (1884-1954). Carl Eduard var sønnesøn af Dronning Victoria af Storbritannien og var født som britisk prins. Siden 1900 havde han været hertug af det lille dobbelthertugdømme Sachsen-Coburg og Gotha i det centrale Tyskland. Hertugparret fik fem børn, heriblandt den senere Prinsesse Sibylla af Sverige.
Carl Eduard måtte abdicere, da monarkierne blev afskaffet i Tyskland ved Novemberrevolutionen i 1918 umiddelbart før afslutningen af 1. verdenskrig.

### Senere liv
Carl Eduard døde i 1954. Viktoria Adelheid overlevede ham med 15 år og døde 84 år gammel den 8. oktober 1970 på Schloss Greinburg i Grein-an-der-Donau i Østrig.

## Børn
1. Arevprins Johan Leopold, (1906-1972)
2. Prinsesse Sibylla, (1908-1972), gift med arveprins Gustav Adolf af Sverige (forældre til Carl 16. Gustav, konge af Sverige siden 1973).
3. Prins Hubertus, (1909-1943)
4. Prinsesse Caroline Mathilde, (1912-1983)
5. Prins Frederik Josias, (1918-1997)